# 卞之琳
卞之琳（1910年12月8日—2000年12月2日）:211、233，原籍江蘇溧水，出生於江蘇海門，中國現代詩人與翻譯家，自少喜愛寫作，考入北京大學英文系，在學期間開始創作新詩與翻譯西洋詩歌，畢業後從事翻譯、編輯與教師為生，抗日戰爭期間先後加入四川大學與國立西南聯合大學任教，一度到訪延安與隨軍生活。抗戰勝利後卞之琳曾到英國研究，在內戰結束前返回中國，任職北京大學教授，之後先後擔當北京大學文學研究所及中國社會科學院外國文學研究所研究員，獲選為中國作家協會理事。文革時卞之琳曾受批鬥，一度到五七幹校參與勞動，文革結束後在中國社會科學院研究生院負責指導研究生，整理自己的著譯，出版詩集《雕蟲紀歷》收錄代表作品，並曾出訪美國。卞之琳新詩文字精煉，含蓄富哲理，耐人咀嚼，著重格律，多半形式整齊，採用了西方詩歌的若干體裁與表現手法，享譽海內外。他曾譯介西方現代主義詩歌及象徵主義文學，中年以後譯出莎士比亞西大悲劇，並發表研究莎劇的論文，是卓有成就的詩人和翻譯家，在中國新文學史上佔有重要席位。

## 家族與家庭
卞氏世居江蘇溧水，卞之琳祖父卞天旦是學徒出身，太平天國後期因避戰亂:5-6、197，到了海門定居，開設染坊，生意興旺，積聚家財，捐了個監生，並刻意栽培獨子卞嘉祐讀書入仕。卞嘉祐回溧水原籍考科舉落第，一度在家教授私塾，在父親卞天旦死後接管了家產，但不善經營，家道中落，終於破產。卞嘉祐元配早卒，生二子一女。卞之琳是繼室薛萬芝所生。薛氏出身殷實人家，生二女二子，卞之琳排生第六，由於弟弟早夭，卞之琳實際上是么兒，最得母親寵愛:6。1949年卞之琳結識在《工人日報》任編輯、擅於創作短篇小說的青林（原名青述麟）:211:85，1955年10月二人結婚。1957年生了一女卞青喬:114、214。1995年夫人青林因病逝世:232。

## 生平

### 童年與少年
卞之琳生於江蘇海門湯家鎮。入學前，父親在家教他珠算，卞之琳視為苦事。父親偶然教他唸《千家詩》，卻使他興味盎然，於是他翻檢父親藏書，八股、洋務等書引不起他興趣，最愛幾張世界地圖和詞章一類書籍，也偷偷學寫舊詩:5-6。七歲時，卞之琳就讀海門縣湯家鎮私立國民小學，次年轉學鎮北公立第七國民小學。小學是新式學校，課本還是文言文。唸了四年，初級小學畢業，卞之琳進入私塾滸通鎮袁氏國文專修學校補習國文，讀《孟子》、《左傳》等古籍，住校一年，打好國學基礎。1920年，北洋政府下令國民學校分期廢棄文言文教科書，逐步改用語體。1922年卞之琳入麒麟鎮啟秀小學唸高小時，開始讀到白話文。他在啟秀小學唸了兩年，畢業後進茅家鎮海門中學唸初一，第一次買下白話詩集冰心《繁星》:7，開始嘗試寫小詩，風格學冰心；初二時，有三、四首習作刊於上海出版的《學生文藝業刊》。初中階段，卞之琳換了三所學校：海門中學、麒麟鎮啟秀初級中學、江家鎮三益初級中學。初二時，國文老師楊宗時給同學介紹魯迅新書《吶喊》，使卞之琳對魯迅作品有初步認識。卞之琳又買下《志摩的詩》，大感振奮:7-8。郭沫若詩集《女神》也給他極深印象，它在藝術形式上標明了古典詩與白話詩的界線:4。
1927年夏天，卞之琳離開海門，到上海考進浦東中學，越級插上高一第二學期。浦東中學以英文授課，卞之琳選修莎士比亞戲劇課，讀了《威尼斯商人》，課餘譯了塞繆爾·泰勒·柯勒律治《古舟子詠》。經老師同學介紹，他也接觸到馬列主義的書刊:9、198。他於1929年創作短篇小說《夜正深》，兩年後加以修訂，在北平發表。卞之琳以兩年時間修完三年課程，在1929年夏天提早畢業，暑假裏考取了北京大學英文系。這時他家境拮据，母親要變賣首飾細軟和借貸，方能送他北上求學。1929年秋，卞之琳從上海乘火車到北方，在浦口換車時，與他對座的恰巧是錢鍾書，從此相識:9-10。

### 青壯年
1929年卞之琳在大一讀英詩必修課，翻譯了一些英詩和莎士比亞《仲夏夜之夢》，不過都沒有發表。他唸了第二外語法文，認識了教師梁宗岱。當時在北大卞之琳的好友有秦宗堯和吳廷璆。大二該年，卞之琳開始寫新詩:10-11，有小部份用筆名發表，並開始自行選讀夏爾·波德萊爾、保羅·魏爾倫、斯特凡·馬拉美等象徵主義詩人的詩歌，加以試譯。1931年初，徐志摩來北大教英詩，叫卞之琳把新詩交給他看，並帶到上海給沈從文讀，沒有問過卞之琳就發表了他的五首詩。徐志摩和沈從文打算為卞之琳出版詩集《群鴉集》，但後來沒有成事:11、199。1931年，卞之琳讀了李廣田和何其芳發表的新詩，登門造訪李廣田，然後把何其芳介紹給李廣田。之後卞之琳寫下和翻譯更多的詩篇，加以發表。1933年初，卞之琳獲沈從文資助，自印詩集《三秋草》，五月時在北平出版。這是他的第一本詩集。夏天時，他在北大英文系畢業:10、12、200。
1933年秋天時，張充和來北大唸中文系，住在姐夫沈從文家，在沈家與卞之琳第一次見面。卞之琳本來打算留在北平以翻譯為生，但獲曹禺要求代他在保定育德中學教書，卞之琳就到保定教了一個學期，年底辭職回北平。1934年，卞之琳為沈從文主編的《大公報·文藝副刊》譯稿為生，發表譯文多篇:200，後來大部份收入《西窗集》。同年，卞之琳籌辦靳以主持的《文學季刊》的附屬月刊《水星》，於10月創刊，卞之琳編完一卷共六期。卞之琳邀請何其芳、李廣田合作編成詩集《漢園集》，後來到1936年才由上海商務印書館出版。同時卞之琳為中華教育文化基金會編譯委員會翻譯利頓·斯特雷奇《維多利亞女王傳》，並在年終前把自己的譯作編成《西窗集》。1935年，卞之琳因《水星》編務繁忙，於清明節前赴日本京都專心譯書，住在已入讀日本京都帝國大學的吳廷璆的住處:201。當時不少中國留學生受日本便衣警察監視，卞之琳便曾被帶去警署傳詢，並發現住處行李被搜查。7月卞之琳自日本回北平，交出《維多利亞女王傳》譯稿。當時李廣田在濟南任教中學，卞之琳於秋初到達濟南，在省立高級中學教書。12月詩集《魚目集》在上海出版。1936年3月，《漢園集》和《西窗集》同時在上海出版。暑假時，卞之琳辭去濟南的教職，到青島會合在青島大學任教的吳廷璆，10月時因得知母親病重回鄉，抵達時母親已病故。喪禮完畢後，卞之琳往蘇州探望張充和，留住數日，與張充和及其弟同遊天平山等地:202-203。
1937年初，卞之琳回到北平暫住，然後南下江浙、上海等地。5月，卞之琳在杭州把所作詩20首編成《裝飾集》，題獻給張充和。6月至8月初期間，卞之琳和蘆焚住在雁蕩山靈峰寺，聽說平津失陷後即回到上海租界暫住，9月初經南京到漢口。他應文學院長朱光潛之邀，前往四川大學外文系當講師，於10月抵達成都，並致函促請避居合肥的張充和前來成都。1938年3月，卞之琳與何其芳、朱光潛等創辦半月刊《工作》，以宣傳抗日戰爭，共出了八期。同月張充和到達成都，作詞以示卞之琳。8月時:203-204，為了向所傾慕的異姓朋友證明自己有凌雲之志:65:341，卞之琳與何其芳、沙汀夫婦從成都出發往延安，9月初獲毛澤東主席接見。11月時卞之琳隨以吳伯蕭為團長的「文藝工作團」出發前往前線，進入山西省東南，訪問期間寫下多篇短篇通訊。翌年初卞之琳東行出太行山東陽關，經陳賡旅七七二團駐地，至河南武安先遣游擊支隊部，隨游擊支隊在彭城輾轉，然後返回太行山七七二團所在地，隨軍生活，於4、5月之交回到延安，留在魯迅藝術學院代課約三個月，同時開始寫作《第七七二團在太行山一帶一年半戰鬥小史》。夏季時:204-205，卞之琳為了留在西南大後方的女性朋友:342，離開延安，回到成都四川大學復職。當時四川大學要遷到峨眉山，停課幾個月，期間卞之琳整理資料和寫作。翌年學年結束時，校方得悉卞之琳去過延安，不給他續聘，卞之琳轉往昆明西南聯大外文系任講師:205-206。
1941年暑假，卞之琳開始撰寫長篇小說《山山水水》，翌年5月，《十年詩草》在桂林出版。1943年初，卞之琳前往重慶探訪張充和，並獲邀與周恩來一聚晤談；同年獲陞為副教授:206-207。1944年，任教西南聯大的英國作家白英編英譯《當代中國詩選》，卞之琳把16首詩自譯為英文交稿。（該譯詩集於1947年在倫敦出版）。1945年，卞之琳獲英國文化協會給予1946年度「旅居研究獎」，邀往英國作客一年，日期最後因故推遲至1947年。1946年，西南聯大解散，復員北返。卞之琳獲評陞為教授，前去天津南開大學，途經上海重遇錢鍾書等許多朋友，也重見張充和，稍後到蘇州張充和家過中秋節。11月初卞之琳到達南開大學:208-209。1947年暑假時，卞之琳南下南京辦理赴英護照，臨行前到蘇州與張充和話別，9月時抵達英國牛津大學，埋頭修訂小說的英文譯改稿，與史家克里斯托弗·希爾、亞瑟·偉利、熊式一等結交，翌年時常看戲劇演出，曾獨訪莎士比亞故居。7月時，「旅居研究獎」一年期滿，但卞之琳譯改小說工作還未完成，故繼續留英。冬季時得知淮海戰役消息，乘船回國，翌年初經香港輾轉到達北平，4月時到北京大學西語系任教，6月參加全國文學藝術工作者代表大會，獲選為中國文學工作者協會（後改為中國作家協會）理事:210-211。

### 中年

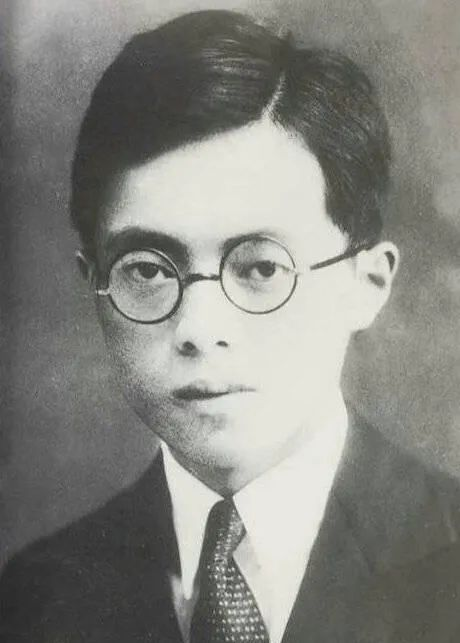
卞之琳年輕時照片

1950年韓戰爆發，全國展開抗美援朝宣傳運動，卞之琳也發表新詩多首，翌年2月編成《翻一個浪頭》詩集出版，但受《人民詩歌》刊文嚴厲批評，卞之琳為文自辯，未得發表。他作為北京各大學教師土地改革運動參觀團成員，一度到江蘇吳江參與土改。1952年北京大學文學研究所成立，卞之琳調為研究員。同年下鄉下廠，到浙江農村參加農業生產合作社工作:211-212，翌年秋收後離開；9月時當選中國作家協會理事。1954年，卞之琳開始研究莎士比亞戲劇，完成翻譯《哈姆雷特》。為了創作小說，5月時一度南下江浙農村了解發展形勢。11月時往波蘭出席亞當·密茨凱維奇紀念會。1956年卞之琳加入共產黨。翌年6月反右運動開始，批判丁玲、馮雪峰等人，卞之琳被迫表態。1958年大躍進開始，卞之琳和何其芳都發表文章詩論新詩發展問題，受宋壘指斥二文「都流露著輕視新民歌的觀點」。卞之琳為文自辯，宋壘再作反駁:213-214。1959年，卞之琳與袁可嘉等發表《十年來的外國文學翻譯和研究工作》，結果不能滿足當時文學界更「左」的要求，受到批評。1960年，卞之琳短期參加大興縣基地生產勞動，同年往東柏林列席東德作家大會，並訪問各地一個月，翌年卞之琳開始研究貝托爾特·布萊希特作品:215。
1964年卞之琳改隸新成立的外國文學研究所，同年四清運動開始，10月時卞之琳到安徽壽縣九龍公社協助幹部展開工作，翌年6月回京。1966年5月，卞之琳與外國文學研究所部份同事到京西郊區參加農村「四清」，在公社學習。文革開始，8月時卞之琳與其他同事被揪出為「牛鬼蛇神」，罰掃院子及清理廁所，頭戴紙帽，掛上「三反分子」牌受批鬥，面對過三次專場批鬥大會:159、216，被指斥為「叛徒哲學」。年底前，群眾組織間鬥爭激化，無暇顧及牛鬼蛇神，卞之琳幸免繼續受懲，僅被強迫勞動，定期交否定過去的書面交代，並偶爾被召去為領導人物陪鬥。翌年得群眾組織同意，卞之琳「解放下樓」，「靠邊站」，每日上班自學，免除勞動，不介入派系鬥爭。1969年3月為抗議珍寶島事件，卞之琳多次隨隊向蘇聯大使館示威抗議:217。

### 晚年
1970年，卞之琳隨外國文學研究所同事到河南息縣東岳幹校，先後住牛棚和臨時工棚，參加勞動大軍，從事農務。翌年4月幹校遷到明港鎮，卞之琳只偶爾協助農民勞動，主要學習並參加清理「五一六份子」的運動，下半年參與批判陳伯達與林彪。1972年7月，周恩來決定讓全體哲學社會科學部調回北京，學部各所恢復原有業務組織，卞之琳不願再復原職，不得已只答應當西方組臨時召集人，每次開會兩派群眾爭吵不休，圖書室關門，無書可讀，學術研究繼續停頓。1974年初，四人幫批林批孔，召開萬人動員大會，卞之琳拒絕作擁護表態，以栽種花草自遣:217-218。翌年12月四人幫發動「批鄧行動」等運動，卞之琳都避開不參與。1976年文革結束，翌年起卞之琳重按1950年代原訂計劃，翻譯莎士比亞「四大悲劇」:220。
1978年，卞之琳在中國社會科學院研究生院負責指導研究生，開始寫回憶和紀念文章，並整理自己的著譯。翌年，卞之琳詩集《雕蟲紀歷》在北京出版:220、160，11月參加全國文學工作者代表大會，仍獲選為作家協會理事。1980年，美國哥倫比亞大學翻譯中心邀請卞之琳與馮亦代訪美。9月時卞之琳二人到紐約，訪問東西岸十餘個城市、十餘所大學，他與一眾旅美華人歡敘，也與久別的張充和晤面，重建友好往來，年終前經香港回國。1981年11月，卞之琳應邀前往荷蘭列席萊頓大學博士研究生漢樂逸（Lloyd Haft）的論文答辯會，與漢樂逸晤談數日:222。1984年，莎士比亞「四大悲劇」翻譯全部完成。12月赴上海參加中國莎士比亞研究會成立大會，獲推舉為副會長:224-225。1997年8月，卞之琳在書房不幸摔倒，入住北京協和醫院休養三個多月。2000年12月2日在北京協和醫院逝世，享年89歲:233。
卞之琳稟性謙和，木訥寡言，與人交往不卑不亢:101-102，為人有真性情，溫和內向。他母語是吳語，一直學不好京話，一口南腔北調，鄉音很重:65、5-6。

## 文學

### 新詩

#### 形式特點
卞之琳詩大多都很短，有時只有四、五行（如《斷章》、《牆頭草》），只有極少幾首超過二三十行:22。在抗戰爆發以前，卞之琳既寫自由詩，也寫格律詩。他初期的詩歌模倣新月派的格律，每行嚴守字數限制，雖然也講求每行音尺數目的相同或對稱，但遇到字數與音尺不能兩全時，則捨音尺而取字數作為詩行的標準，同一篇裏詩節多相同或對稱，遵照聞一多標舉的「節的勻稱和句的均齊」。1930秋冬卞之琳所寫的詩最能嚴守新月的格律，已發表的15首詩中只有《夜心裏的街心》、《長的是》和《影子》三首是自由體，其餘都是新月式的格律體。1931年寫的詩則全是格律體，字數仍然整齊，音尺漸趨劃一。1932年《八月的清晨》、《九月的遙夜》、《朋友和捲煙》都是詩行長短不齊的自由體，詩人用親切隨便的調子，重複的字句與雙聲疊韻貫串全篇，製造出幽黯輕盈的節奏。而同年發表的《幾個人》、《登城》、《牆頭草》等則是對新月格律的改良，詩篇內每行長短相差不遠，而「頓」（即音尺）數則一致。他的格律詩自此打破字數的限制，而以頓作為格律的基礎:16。在詩節組織上，卞之琳有受西方詩人啟迪之處，《長途》一詩寫北平郊區，倣照魏爾倫《遺忘之歌》第八首，全篇六節，四行一節，首尾兩節相同，第二和第四節也重複。詩人用這種安排來加強苦熱天時的行路難:23。
從新月派的格律解放出來之後，卞之琳在1933至1935年寫的都是自由體。如《古鎮的夢》用自由體，節奏運用自然到家，充份掌握口語的規律:36、31。他的自由詩並非沒有規律，而是利用聲音和字句的複沓，製造與內容相調協的節奏，在韻律效果與結構上，一首詩彷彿一首樂曲。到1937年則自由體與格律體並用，甚至寫出十四行詩。在1938年後他主要寫格律體，嚴格講求格律:36、52。抗戰前期《慰勞信集》廿首中，有18首是嚴謹的格律詩，有五首是十四行體，與W·H·奧登於1930年代擅寫的詩體最相近。其餘的格律體最常用的，是接近絕句形式的四行一節來組成篇章，押韻方式也近似絕句的一二四押或二四押。《慰勞信集》顯示卞之琳寫詩格律化的傾向，解放後:72、78，詩作全是格律體。《翻一個浪頭》詩集仍著意於各種西洋詩體的試驗，包括十四行體、但丁《神曲》的三聯串韻體、民歌調子:79、99、歌謠體，常用兩行一韻（「隨韻」），容易上口，許多是結合了西洋詩格律和中國民間文學形式的「輕鬆詩」。1953年「農業合作化」五首採用民歌體，多是四行一節，雙行一韻:101、110，格律嚴謹而琅琅上口。1958年《十三陵水庫工地雜詩》六首都用四行詩節，每行一律三頓，韻式絕大部份是xaxa:111-112。

#### 前期

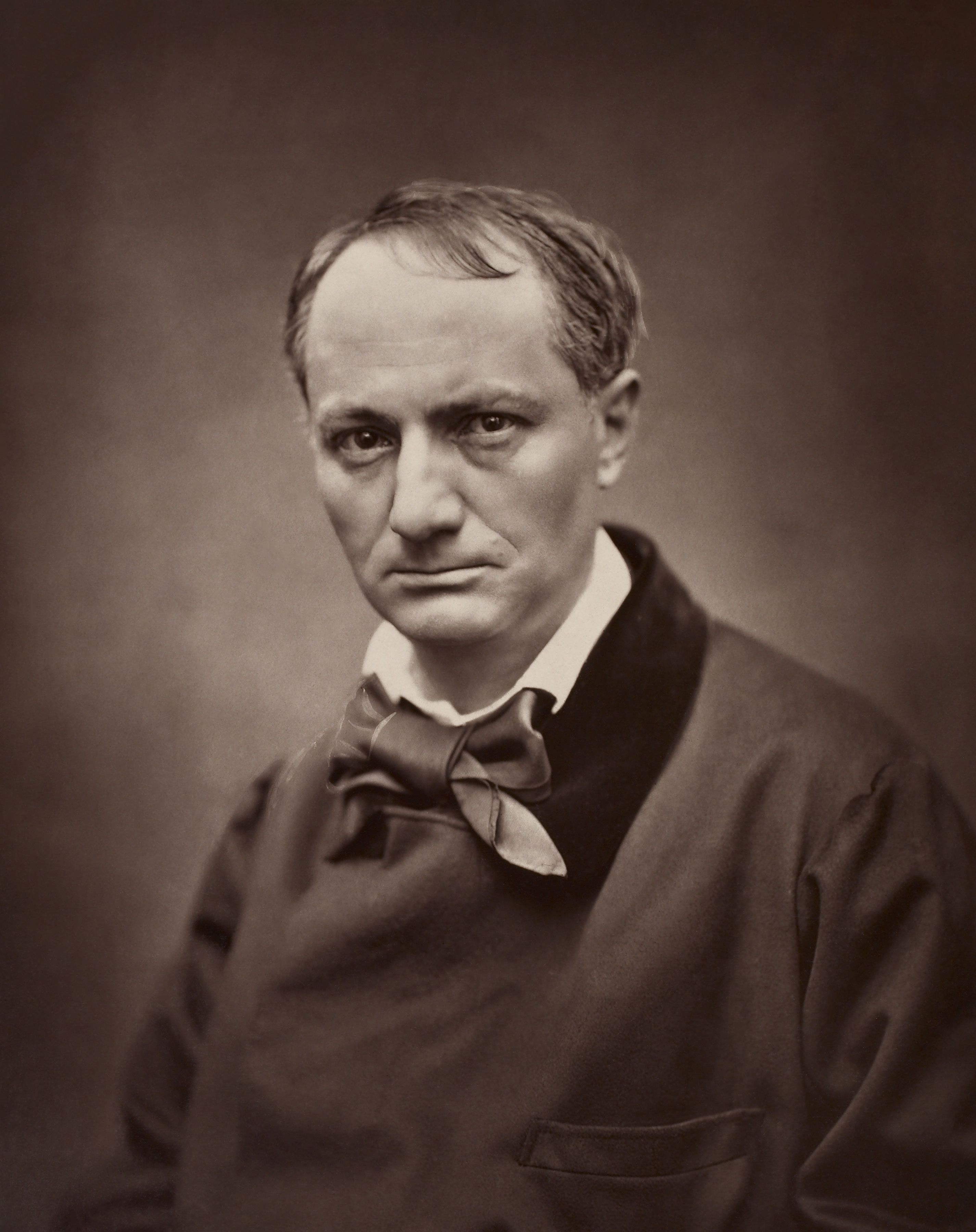
作品為卞之琳翻譯的法國詩人波德萊爾

卞之琳詩文字精煉，含蓄富哲理，耐人咀嚼，著重格律，多半形式整齊，採用了西方詩歌的若干體裁與表現手法:162。卞之琳創作力最旺盛，詩藝最精湛的，要算1930年代中期的作品。1930—1932年，卞之琳頗受新月派影響，《群鴉》、《噩夢》、《魔鬼底Serenade》及《黃昏》四詩都與「新月」格調一致:172、12。新月派給卞之琳最大的影響，在於能夠戲劇性地描繪一個場面，其次是能夠靈活地運用口語。但新月派詩歌感情的顯露和放縱，終歸不合乎卞之琳的個性。他能夠接受的是格律的制約:16。卞之琳注重詩的技巧，努力在詩藝上推陳出新:177。《遠行》把濃睡比擬作一缸烈酒，調子灰黯絕望，比喻新奇，字句安排巧妙，肌理綿密:22。卞之琳能巧妙地添加詩詞典故，化文言的腐朽為現代的神奇。如《音塵》援引李白詞《憶秦娥》中「古道」、「咸陽」、「音塵」等詞語:176-177。卞詩語言簡練有致，如《古鎮的夢》：「小鎮上有兩種聲音 ∕一樣的寂寥：∕白天是算命鑼，∕夜裏是梆子。」兩種聲音形成了小鎮的節奏和氣氛:170、168。情詩《斷章》：「你站在橋上看風景，∕看風景人在樓上看你。∕明月裝飾了你的窗子，∕你裝飾了別人的夢。」詩中主客對換，表達了一點悲觀和灑脫:43-44。卞詩充滿水的意象，往往以水的意象來結束一首詩，有萬物無常和逝者如水的含義。如《水成岩》結尾：「古代人的感情像流水，/積下了層疊的悲哀」。《對照》揭示經驗的不可言傳，結束在「懶躺在泉水裏你睡了一覺」:42、44。
卞之琳早期作品主要借鑑法國象徵主義詩歌。在1933至1937年間，詩風與「現代派」的相近，受法國象徵主義詩歌影響最大，之後又受T·S·艾略特影響:71、24-25。卞詩頗受法國詩人波德萊爾及西班牙阿索林影響。卞之琳初期新詩寫北平街頭灰色景物，就受波德萊爾《瞎子》和《流浪的波希米人》的啟發，卞之琳《古城的心》寫市況蕭條中的商店小夥計，也受波德萊爾影響:27-29。《古鎮的夢》寫江南鄉僻小鎮居民自古過著傳統生活方式，像阿索林散文《鄉鎮》寫西班牙小鎮裏小人物的傳統生活。《白石上》寫廢園中的老白楊，則脫胎自魏爾倫詩《三年以後》:29、33。卞詩《春城》、《距離的組織》和《尺八》，都受艾略特創作技法的影響。《春城》運用類似「蒙太奇」的手法，運用意象傳達感情，是艾略特的拿手好戲和詩學理論:36、38。受西方現代主義詩歌影響，卞詩頗多落寞、荒涼的情調，如《古鎮的夢》隱含宿命論的無奈，《春城》有艾略特《荒原》那種荒涼、不安與嘲弄，《距離的組織》予人冷寂之感，意緒低沉，都頗有現代主義情調:176-177。卞詩常寫厭倦、沮喪和無望的感覺，投射在落日、黃昏和陰影的意象中，如《牆頭草》「五點鐘貼一角夕陽，∕六點鐘掛半輪燈火」:29。《一個和尚》詩中和尚懶洋洋地撞鐘，敲木魚，做白日夢，打瞌睡，彌漫著哀怨倦怠的氣氛:163。
卞之琳擅於借物抒情，借事抒情，如《苦雨》通過一幕大雨下小人物的生活場景，顯現出厭倦、失望和徒勞的情緒:166、169。寫戲劇性處境，是卞詩特色之一，《酸梅湯》就模倣了英國維多利亞時代那種「戲劇性獨白」，像聞一多的《天安門》與《飛毛腿》:17。《酸梅湯》引進英詩的「戲劇化獨白」手法，說話者是個人力車伕，在夏末秋初的時節，在街角一面休息，一面和賣酸梅湯的老頭兒說話，也向路人兜攬牛意，盡顯其樂天個性，詩歌寫法獨特:71-73。《幾個人》整首詩似一齣微型的獨幕劇，主要人物是躑躅北平街頭的年輕人，以及在荒街上沉思的詩人。卞之琳新詩中，詩人或詩中人往往陷入沉思，「沉思者」或「多思者」的形象常見其早期詩篇。卞之琳在北平所作的詩流露出惘然若失、無可奈何的情緒。如《夜心裏的街心》描繪主人公半夜獨自在街上徬徨，無所適從；《記錄》中的我在街上聽到「晚報」叫賣聲，矍然以驚，意識到一天又過去了，逝去的一天如皺摺的廢紙那樣一片空白，只合丟去:18-20。卞之琳能以平淡的筆觸勾畫各式各樣的小人物，如《路過居》寫茶館裏赤膊露肩、縱聲談笑的勞苦大眾，《過節》寫中秋節晚上給人敲門討賬的小生意人：《苦雨》寫面對市況蕭條的賣燒餅老人和茶館老王。儘管筆下的北平豐富多姿，一切設景與人物卻因經濟不景與日本侵略而罩上一層灰暗。1934年寫的《春城》描述了日軍壓境的威脅:18。
卞詩有象徵主義的特點，有時也有英國「玄學派」詩歌的風味。《記錄》一詩就結合象徵派與玄學派的技巧:61-62。卞詩「玄思」綿密，詭奇多變，令人「寂然凝慮，思接千載」:52-53。如《白螺殼》、《圓寶盒》、《距離的組織》被目為晦澀難懂，都有深一層哲學的探索:54-58。據卞之琳的解釋，《距離的組織》暗藏了「時空的相對」、「實體與表象」的哲學意旨。《白螺殼》則技巧圓熟，玄思通透:64-69。許芥昱把卞之琳歸入玄學詩派，張曼儀則認為卞之琳與約翰·多恩一路玄學派詩人大異其趣:61。卞詩受佛道思想影響:44，有時表達佛道觀念與哲學，如《投》寫小孩子曾「像一塊小石頭，∕向塵世一投。」「塵世」乃佛教中轉瞬即逝的虛幻世界:49、44。詩歌暗示生命的緣起只歸於一個偶然，帶點老子「天地不仁，以萬物為芻狗」的嘲諷:21。《倦》：「蟪蛄不知春秋，∕可憐蟲亦可以休矣！」直接引用《莊子》，突出生存時間的限制:48。1935至1937年間，卞之琳力求含蓄精煉，有時壓縮過甚，以致讀者難以追蹤其思路，造成晦澀。在他受到艾略特，尤其是保羅·瓦勒里影響最大的幾年間，詩篇結構趨於繁複，有些篇章因構思巧妙幽隱，頗難索解:39、53。如《白螺殼》寫人對理想、對美的追求，以及對人生的沉思，寫得不太好懂:63-65；朱自清自認誤解了《距離的組織》、《淘氣》及《白螺殼》三首卞詩:60-61。

#### 後期
1938—1939年，卞之琳在延安和前線生活了一年，之後寫了《慰勞信集》新詩廿首:66，這組詩可算是政治詩:344，在題材的選取與處理兩方面，都與抗戰前作品迥異。這些詩原是為響應慰勞信徵集運動而引發的。廿首詩分別寫給前線將領與士兵、後方的工人、農民、開荒者、賣笑者、婦女、兒童，以及所有對抗戰有所貢獻的人。主旨是動員一切力量，支援持久戰，爭取最後勝利。形式上多借鑑西洋詩體，文字暢順，節奏明快自然，富音樂性，易為讀者接受:67、71，詩多直陳，語貼大眾:53。《慰勞信》仍受象徵主義詩歌，尤其是奧登的短詩和「輕鬆詩」影響。第4首《給一位政治部主任》和第14首《給一位集團軍總可令》都有觀微知著的洞察力，從他們軍中生活的瑣事勾勒人物性格，輕鬆幽默，精神樂觀。《給空軍戰士》一詩形式上套用了瓦勒里的變體短行十四行詩《風靈》:71、75-76，也受葉慈《一個愛爾蘭空軍預見其死亡》的啟迪，戰士在空中作逍遙遊，所以說他「輕於鴻毛」，他卻肩負重任，所以說「重於泰山」:77-78。卞之琳處理抗戰題材，不減一貫從容不迫的靜觀態度，不著意渲染慷慨激昂的英雄時事跡，而是選取平居生活的瑣事，勾勒人物的性格特徵，從而肯定他們對抗戰的貢獻。為了嘗試接觸廣大讀者，詩句力求寫得淺白，沒有早期作品那麼耐人尋味:83-84、75-76，比喻較為明晰而顯露:64。
1950年韓戰爆發，卞之琳響應中華全國文學藝術界聯合會的號召，寫了廿幾首「抗美援朝」詩，後結集為詩集《翻一個浪頭》。這組詩淺白通俗，有時過於俚俗，個別篇章流於罵詈，缺少機智與雍容。比較特別的有《從冬天到春天》，兩行一節一換韻，聲調悠揚:98、101，「擱在架子上鏽破，∕鐵鍋白做了鐵鍋！∕衣裳枉做了衣裳——∕鎖起來叫蟲子咬傷！」全詩取譬近在眼前，勉勵志願隊開赴前線。後來卞之琳批評《翻一個浪頭》「大多數激越而失之粗鄙，通俗而失之庸俗」:102，可說敗了他的名聲:370。1953年，卞之琳寫作「農業合作化」五首，包括《收稻》、《採菱》等，為了推動合作化運動，詩篇都寫生產熱潮，對未來美好的展望，報喜不報憂，描繪片面的樂觀景象，也生動呈現農家生活和水鄉風物，用字清淺而耐人咀嚼。1958年卞之琳到十三陵水庫工地勞動，寫成《十三陵水庫工地雜詩》六首，以日常口語為主，多對話:107、109、111。《十三陵水庫工地雜詩》馬上招來抨擊，被批評為難懂隱晦、支離破碎、似通非通、迷離恍惚，卞之琳甚至被指摘思想「不夠健康」，宣揚封建主義:345、352。卞之琳也沒有充裕的辯白空間，回答文章被拒刊登，於是卞之琳只好擱筆停止寫詩:355。這組十三陵詩幾乎成為卞之琳的絕唱，此後廿多年他都沒有創作新詩:94。1982年，卞之琳寫成《飛臨台灣上空》和《訪美雜憶》六首，記述前兩年的訪美之行，各首頗多西方現代主義詩歌的味道，調子平靜而有控制，格律的掌握尤其到家，用字尚算淺白，意境則凝煉含蓄:161、166-167。

#### 詩歌理論

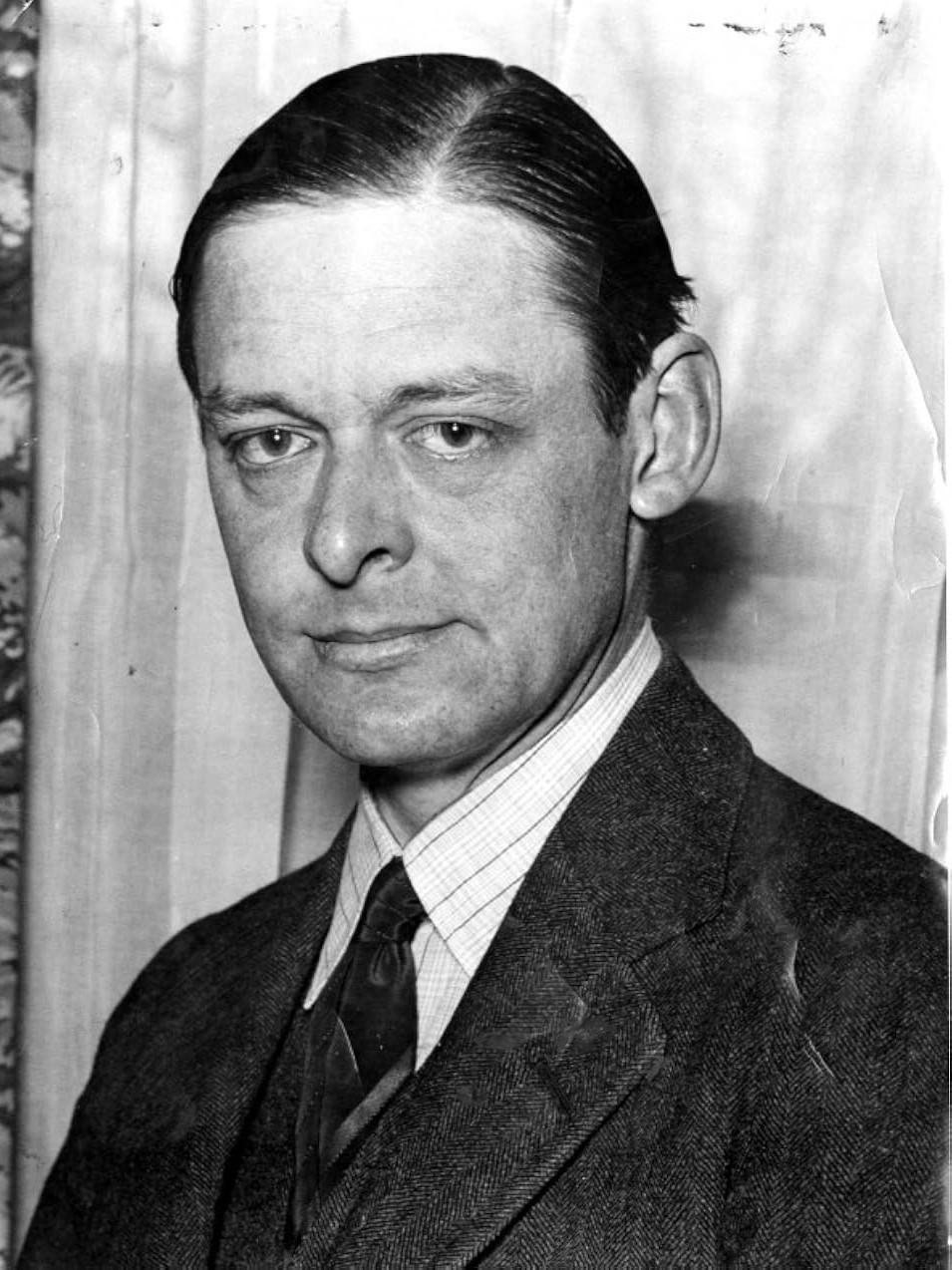
影響卞之琳的英國詩人艾略特

卞之琳認為，一首詩應有「內在的像音樂一樣的節拍和節奏」，詩行應由「頓」組成。與中文口語結構一致，頓多數是二、三個單音字，一個頓相等於一個「詞」或「詞組」:117。頓裏不拘平仄，不講究輕重:104。頓不僅是白話新詩，而且是中國舊體詩和民歌，乃至多數西方格律詩的基本結構原則:117。聞一多當年倡議的「音尺」即是頓，卞之琳卻又打破了聞一多要求每行字數均齊的規限:167、104。在中文詩中，一般而言一行超過五個頓就嫌冗長，同樣地，英詩中超過五音步的詩行從未佔據主流。一行如全用三字頓，節奏就顯得「急促」；如全用二字頓，節奏就「徐緩」，如用三、二字頓相間，節奏就「從容」:117-118。卞之琳極重視聽覺節奏，詩歌「規律」就是節奏。語言節奏在詩歌中，較其他任何要素都絕對優先。他認為聞一多對詩歌「建築美」的強調，混淆了「聽覺藝術和視覺藝術的根本區分」:119-120。頓是每行的基本構成單位，至於把行組織成節，把節組織成詩，則沒有統一規則可循，可以自由變化，形成多種體裁。卞之琳贊同艾略特的說法：「沒有詩是真正自由的」:117、120，服膺法國詩人瓦勒里把詩比喻作跳舞，把散文比喻為走路這個區分，也贊同何其芳「跳舞的人必須懂得步法」的說法:167。要發展新詩，除了繼承舊體詩和民歌的傳統，也應批判地吸收和借鑑西方詩:120。

### 翻譯
卞之琳是譯介現代主義詩歌的先鋒:44。自1930年起就開始發表零星的譯作，他到1934年的譯篇都收錄於《西窗集》:25-26，介紹從十九世紀末期到二十世紀初葉，西洋象徵主義和屬於意識流的現代主義作家及其作品:105-106。所收譯詩以法國象徵主義詩人佔多數，如波德萊爾、馬拉美、雷米·德·古爾蒙、瓦勒里等，散文小品則以西班牙阿索林的譯品為主。卞之琳譯筆嚴謹，忠於原文，也著意於風格上的相應。他譯馬拉美《海風》，以十二字詩行譯十二音綴的亞力山大體，照原詩雙行一韻，格律工整，允稱譯詩的佳作。1934年起零篇譯稿減少，開始長篇翻譯，受中華教育文化基金會編譯委員會約稿，翻譯利頓·斯特雷奇《維多利亞女王傳》，其後再受這個編譯委員會特約，譯成安德烈·紀德《贋幣製造者》、《贋幣製造者寫作日記》、《窄門》。1937年又譯成邦雅曼·康斯坦《阿道爾夫》、《新的糧食》:25-26。 
卞之琳譯筆精確傳神，尤其講究格律嚴謹，主張「不但忠於內容，而且要忠於形式」，應運用相應的格律，提倡以頓數為格律基礎，頓數相抵於英語格律詩以固定的輕重位置組成的音步，刻意講求形式上的對應:129、123。奧登於1838年訪華，寫出27首十四行詩《戰時在中國作》，卞之琳在1940年代初期把其中六首譯成格律嚴謹的十四行體，為中國讀者津津樂道。在1949和1950年度，卞之琳在北大教英詩，選講伊麗莎白時代到十九世紀末二、三十位詩人的代表作百多首，把所選詩的十之七、八譯成中文，後來附上法國譯詩12首，在1983年結集成《英國詩選》:72、125。他譯威廉·布莱克《歡笑歌》，在形式上以每行五頓合原詩五音步，雙行押一韻，且能傳達出原詩的風格特色。為了收翻譯與創作相長之功，卞之琳譯詩時尤喜選取格律上可作借鑑的詩篇，如韻式和韻腳較特別的。約翰·薩克令的《為什麼這樣子蒼白，憔悴，痴心漢》，韻式是每節ababb，多用複韻，卞之琳一律譯成相應的格律，韻腳上恰如原樣而詩句自然可誦:128、132。

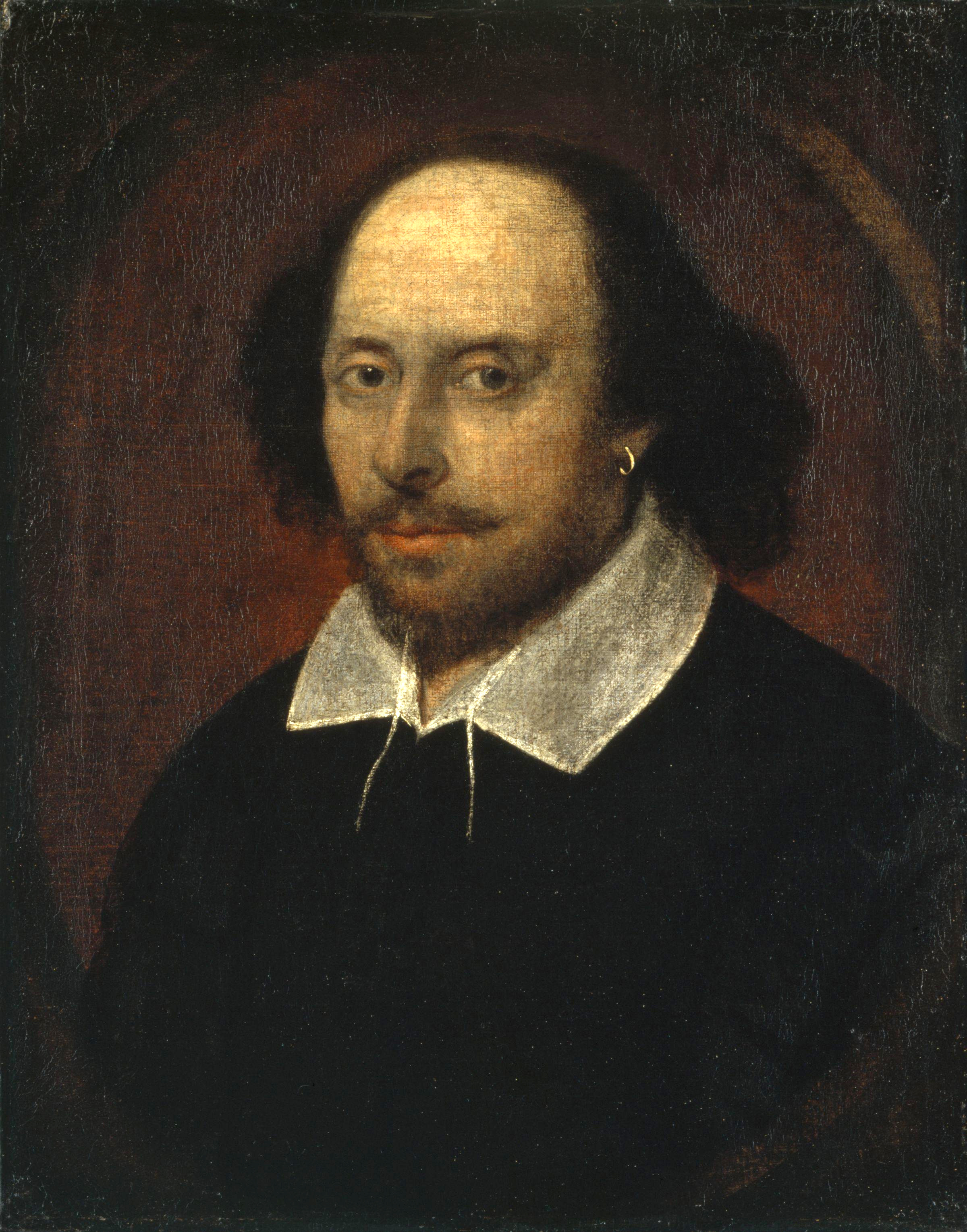
劇作為卞之琳翻譯的英國作家莎士比亞

卞之琳主張，文學翻譯在藝術上要嚴守本份，譯者在嚴守本份裏發揮創造自由，通過譯本的風格傳達原文的風格:118。他譯莎士比亞戲劇有其完整綿密的肌理，是藝術的再創造。1954年他譯成《哈姆雷特》，1956年出版；事隔廿多年後，先後譯成《里亞王》、《麥克白斯》、《奧瑟羅》，與先前譯出的《哈姆雷特》合成莎士比亞四大悲劇:151、133。1988年《莎士比亞悲劇四種》出版:231。格律上，卞譯《哈姆雷特》的最大特色在於用「詩體」摹擬莎劇的「無韻詩體」，而能細緻傳達原文風格。以往《哈姆雷特》的漢譯都一律以散文翻譯原劇的無韻詩體，以致原劇詩體與散文交迭運用的戲劇效果盡失。莎劇的無韻詩，每行基本格律是抑揚格五音步，不押韻:136-137；卞之琳的翻譯受孫大雨翻譯《黎琊王》的啟發:354，每行用五頓合五音步，每行字數大致在10至15個之間，不用腳韻。其他體式上的講究，如戲中戲的雙行一韻體、民謠片斷的格式，以至劇文整體的節奏，卞之琳無不亦步亦趨，在莎刻漢譯者之中，以他最為嚴謹，且能控制自如。《哈姆雷特》的重要意象是「疾病」:137、141，周兆祥認為在各家翻譯中，在傳達意象的效果上以卞之琳為最好。莎士比亞擅於利用雙關語以製造戲劇效果，卞譯每逢原文用雙關語處，都盡量靈活處理，以求曲盡其妙:142、147。整體來說，譯文的一行對應原作的一行，反映原作的跨行效果和詩行長短的變化。原作中偶爾出現的短行和斷行也保留在譯文中:87。 

### 小說
卞之琳早期所寫短篇小說《夜正深》，以「灰黯的鄉鎮」為背景，凱兒母親獨力支撐家庭，在兒子啼哭的半夜倍感心焦，這個孤獨無助而命運坎坷的人，唯有把渺茫的未來問卜於算命先生:30-31。從1941年至1943年，卞之琳寫出卷帙浩繁的長篇小說《山山水水》，然後用英文譯改，至1948年底才改定上半部，八年間全神灌注於長篇小說的創作:86、90。解放後卞之琳不滿此部小說只寫知識分子和穿織了兒女感情，焚燬全稿，現存已發表的片斷不足全書的十份之一。《山山水水》主要寫1938年到1941年皖南事變三年間，各種知識分子對抗戰的反應和由於抗戰引起的變化，以男女中心人物梅綸年和林未勻貫串起來。結構方面，他汲取了亨利·詹姆斯的敘事手法，雖用第三人稱敘事，卻摒棄傳統小說用的全知觀點，而採取小說主要人物的視點或角度。場景則從武漢轉移至成都、延安、昆明。《山山水水》基本是詩人的小說，肌理綿密而富抒情冥想:86-87，情節的推進似不及「哲學」的表現受到重視。當林未勻乘輪船衝破急灘，見巨幅水花與船身相撞的奇景，頓覺峽中充滿喜悅，想起讀過的「一位現代法國作家的一段議論，一個把喜悅當德行的讚頌」，這裏作者藉林未勻的思緒發揮紀德《新的糧食》宣揚的「福音」，後者讚頌充沛宇宙間的生之喜悅:88-89。

### 報告文學
1939年，隨八路軍的七七二團作客幾個月，搜集資料，寫成小書《第七七二團在太行山一帶一年半戰鬥小史》。同期的報告文學還有《晉東南麥色青青》。兩者翔實反映戰時景況，描寫舒徐細緻，筆觸輕鬆風趣，並且保存可貴史料:67、79。部份篇章筆法嚴謹細緻，題材與詩歌《慰勞信集》相同，如《晉東南麥色青青》的《煤窰探勝》跟詩歌《給山西某一處煤窰的工人》就是寫同一題材:82。

## 學術
卞之琳做學問態度嚴謹認真，自改調文學研究所，便提出莎士比亞研究計劃:133，他選擇現實主義的莎劇作研究，包含政治上的考慮，當時譯介莎劇是比較安全的:357-358。從1954年起，卞之琳先後寫出關於《哈姆雷特》、《奧瑟羅》、《里亞王》的論文，又在1963為了紀念莎士比亞誕生四百周年，寫成一篇總論莎劇創作發展的文章。1986年，他輯錄並補寫舊作，編成《莎士比亞悲劇論痕》論文集，總結研究成果:133，收錄論文九篇，全書23萬字:336。卞之琳參考西方莎劇評家的意見，尤其在論解劇文時多採用英國學者的註釋，對莎劇整體的處理手法，則嘗試把它納入馬克思主義批評架構之中，深受四、五十年代蘇聯評論家的影響。卞之琳的莎劇評論，強調其現實主義特徵，符合馬克思主義的基本立場。他把莎士比亞的時代，理解為英國封建關係瓦解、資本主義關係興起的交替時代；貴族資產階級化和資產階級貴族化，導致勞苦大眾飽受剝削，資產階級和廣大人民之間展開了矛盾，莎劇中的人物就成為這些矛盾的典型體現。以《哈姆雷特》為例，卞之琳否定了歌德、柯勒律治等人的舊說法，不以為哈姆雷特的悲劇是出於他的性格，而是採取了蘇聯莎劇評家尼古拉·亞歷山德羅維奇·莫羅佐夫的手法，把悲劇的成因溯源於那個「殘酷的時代」:133-134。卞之琳強調莎士比亞是現實主義作家，強調哈姆雷特的「人民性」，以階級矛盾來闡述時代與社會的悲劇:361。卞之琳理解這位憂鬱王子個人奮鬥之所以失敗，在於他孤軍作戰，不相信人民的集體力量，顯示出歷史條件的限制:135。

## 影響
1940年代，卞詩啟發了西南聯大一群年輕詩人，新進詩人競相倣效，如1939年林綏的《詩二首》，分別是卞詩《小別》和《入夢》風格的模擬。1940年代以還，九葉詩人，尤其袁可嘉，多受卞詩影響。五、六十年代成長中的港台詩人也有從卞詩中汲取養份，影響擴散至中國大陸以外:173-174。卞之琳的譯詩精確傳神，講究格律，累積成漢譯詩歌的可貴傳統，使同代和後來者得以參考借鑑。吳興華校訂朱生豪所譯《哈姆雷特》時，不少處就採取了卞譯的構思，加以改進:129、151。1979年11月，英國的老維克劇團（Old Vic Troupe）在中國上演《哈姆雷特》，所配中文台詞乃是以卞之琳譯本為基礎。同時期根據卞譯配音的電影《王子復仇記》也在全國各地上映:120-121。

## 地位與評價
卞之琳享譽海內外，是卓有成就的詩人和翻譯家:172，在中國新文學史上佔有重要席位:334。在中國大陸，文學史對解放前卞詩的評價一度相當負面，在1950—1970年代，絕大部份的新文學史裏都沒有卞之琳的名字。在少數的報道裏，卞之琳還是受到貶斥和批評。劉綬松指早期卞詩「都是屬於少數人的」，作出含蓄但嚴峻的批判:338-339。1995年，卞之琳與巴金、冰心等17位老一輩的翻譯家獲頒翻譯榮譽獎，肯定其在文學翻譯上的貢獻:335。漢樂逸（Lloyd Haft）認為卞之琳是「20世紀影響力最持久，風格最獨特的中國詩人之一」:序xi，黃維樑認為卞之琳作品少，「稱不上是大家」，但名篇頗多，「可說是一名家」:162。趙毅衡認為卞之琳寫出中國現代詩一批最佳作品，而在20世紀上半期，能讓中國文學及得上世界文學最佳水平的，只有卞之琳與張愛玲兩人:106-107。